# Ана Тертер
Ана Тертер је била бугарска принцеза и српска краљица у периоду од 1284. године до 1299. године, као супруга српског краља Милутина Немањића.

## Порекло, детињство и младост
Ана Тертер је била ћерка бугарског цара Ђорђа I Тертера и његове друге супруге Кирамарије. Ђорђева прва супруга Марија помиње се у Бориловом синодику, и од ње се развео 1279. године. Брак Ђорђа и Кирамарије трајао је од 1279. до 1283. године, те се Ана морала родити у том периоду. То би значило да је у тренутку доласка на српски двор могла имати највише пет година.

## Склапање брака

### Позадина
Српско-бугарски односи на почетку владавине краља Милутина били су добри. Бугарску од 1277. до 1280. године потреса Ивајлов устанак током кога се Ђорђе Тертер истакао као једини цар. Теодор Светослав, његов син, налазио се у првој половини 1280-тих година као талац у Цариграду, те је Ђорђе Тертер морао водити преговоре око његовог избављења. Бугарски цар се обавезао да отера своју другу супругу, Анину мајку Кирамарију, са којом је живео незаконито, и да се поново ожени одбаченом супругом Маријом. Преговоре је у име бугарског двора водио трновски патријарх Јоаким III. Преговори су завршени успешно и Теодор Светослав се 1284. године вратио у Бугарску, након чега је проглашен очевим савладаром.
Убрзо је, међутим, дошло до српско-бугарског зближавања. У склопу својих акција против Византијског царства, Милутин је од 1282. до 1284. године повео чак три похода на византијске територије. У једном од њих учествовао је и његов брат, краљ Драгутин. Сем војних похода, Милутин је предузимао и дипломатске акције уперене против Византије. Једна од њих јесте и приближавање Бугарској.

### Српско-бугарски савез
Српско-бугарски савез требало је да буде учвршћен браком Милутина и ћерке бугарског цара, чије име бугарски извори не помињу, али је у науци познато захваљујући Пљевљанском требнику. Брак је закључен непосредно пре 11. августа 1284. године. Овог датума Дубровник је послао поклоне српском краљу поводом његове женидбе са бугарском принцезом. Поклон је подразумевао 400 перпера за краља и скупоцена одежда вредна 26 перпера за његовог челника Градислава. Милутин се до овог датума свакако морао развести од своје претходне жене, ћерке тесалског севастократора Јована Анђела, чије име нам није познато. О овом браку сведочи писмо цариградског патријарха Григорија II, настало после марта 1283. године. Преговори Милутина и Јована вођени су у склопу антивизантијске коалиције Карла Анжујског. Када је она пропала након Сицилијанског вечерња, Милутину није био потребан брак са Тесалком. Српско-бугарском зближавању доприносила је и заједничка претња од Татара кана Ногаја.

### Редослед Милутинових жена
Према ранијим схватањима, заснованим на казивању византијског хроничара Нићифора Григоре, редослед Милутинових жена је следећи: најпре је био ожењен ћерком непознатог српског властелина, Јеленом, потом ћерком тесалског владара Јована чије име није познато, затим Јелисаветом Арпад, ћерком угарског краља Стефана и сестром Драгутинове супруге Каталине, потом Аном Тертер и на крају Симонидом Палеолог. Овакав редослед побио је у скорије време Александар Узелац, који даје предност сведочењу другог грчког хроничара, Георгија Пахимера. Пахимер даје следећи редослед: Јелена, Тесалка, Ана Тертер, Јелисавета, Симонида.
На основу сачуване преписке Ане Неде, Милутинове ћерке и напуљских владара (три писма, из 1337, 1338. и 1354. године), Александар Узелац је установио да је Ана Неда била Милутинова ћерка из везе са Јелисаветом. Јелисавета је, наиме, према сведочењу аутора Анонимног описа источне Европе из 1310. године, претходно била удата за чешког племића Завиша од Фалкенхајна, да би се након тога замонашила. Милутин јој је богохулно скинуо монашку одећу. Милутинова веза са Јелисаветом није прихваћена ни у круговима српске цркве, будући да у српским изворима нема ни речи о Јелисавети. Штавише, у домаћим писаним изворима једина се од Милутинових жена код архиепископа Данила (Животи краљева и архиепископа српских) помиње Симонида Палеолог, последња супруга.

## Први брак
О брачном животу Ане и Милутина нема много података. Архиепископ Данило не помиње ову Милутинову супругу. Из тих разлога не знамо ни до када је њихов брак трајао.
Развод брака Милутина и Ане везан је за српско-византијске односе на самом крају 13. века. Византијски поход Михаила Главаса на Србију из 1296. године по свему судећи није био толико успешан каквим га приказује Манојло Фил, те је цар Андроник II, услед двоструке опасности (од Србије и Татара) морао приступити преговорима са Милутином. О преговорима најбоље сведочи извештај Теодора Метохита, вође византијског посланства које је требало уговорити Милутинов брак са Андрониковом сестром Евдокијом. Међутим, Евдокија се није желела удати за четири пута жењеног српског краља, правдајући се жалошћу за недавно преминулим супругом, трапезунтским царем Јованом. Стога је Андроник био принуђен понудити Милутину своју петогодишњу ћерку Симониду.
Брак Милутина и Ане свакако није постојао већ 1296. године. У цркви Светог Ахилија у Ариљу осликана је фреска на којој су приказани сремски краљ Драгутин са супругом Каталином и Милутин без супруге. То је сведочанство да његов брак са Аном тада већ није важио, мада је бугарска принцеза остала да живи у Србији. Ђорђа је 1292. године на бугарском престолу сменио Смилец, те Милутин није имао политичке потребе да одржава свој брак са девојчицом Аном.

### Развод брака
Један од основних услова Византинаца била је предаја таоца. Милутин је у замену за Симониду Византинцима имао предати Ану Тертер и пребега Котаница. Георгије Пахимер пише о пријему кога је Симонида имала у Србији: „И пошто је охридски архиепископ Макарије одслужио уобичајене службе, примила је уобичајене части, а сам краљ је примио цареву кћер више него као супругу. Јер, дочекао ју је благонаклоно, не на коњу као што је био обичај дочекивати, него сјахавши кад је прилазила, то јест као пред господарицом, а не пред супругом“. Милутин је освојене територије добио у мираз, а Ана Тертер је послата у Србију. Интересантно је да Пахимер једино брак са бугарском принцезом сматра законитим браком краља Милутина, док је преостале Милутинове везе сматрао ванбрачним. Био је то начин да се пред црквом оправда склапање овог, по свим правилима, неканонског брака.
Пахимер наводи да је творац идеје о таоштву Ане Тертер био цариградски патријарх Јован XII који је захтевао, ради сигурности брака, да се бугарска принцеза депортује у Византију. Алтернатива је била да Милутин као таоца пошаље своју мајку Јелену Анжујску, што је било неоствариво. Милутин се јако опирао изручењу Ане Тертер. Метохит наводи да је предаја Ане Тертер био највећи утисак на који је Милутин пристао. Будући да је ова тачка споразума обухватала и нешто много важније од предаје бивше краљице, ромејски посланик је свој дипломатски успех око ње сматрао најзначајнијим по Царство. Који је то други уступак био, не зна се. Претпоставља се да је то био неки уступак око територија или обавезивање за промену спољне политике према Бугарима.

## Живот у Цариграду
Уочи Ускрса 1299. године, на реци Вардару, недалеко од Солуна, дошло је до својеврсне “размене“. Наиме, византијски цар је своме новопеченом зету предао своју кћер, са њеном пратњом, а дотадашња српска краљица је, заједно са таоцима, предата Грцима. Овај поступак српског краља није наишао на одобравање чланова српске краљевске породице, што из личне саосећајности са бившом снахом, што из политичких разлога. Међутим, краљ Стефан Милутин се на то није превише обазирао, него је, чак, поново издејствовао поништење брака.

### Реакције цариградског патријарха поводом развода Милутина и Ане
Ана је одведена у Цариград, где су јој се налазили и отац, мајка и маћеха. Царско изасланство са којим је Ана путовала није одмах ушло у град, већ је једно време провело настањено изван града. Бивша српска краљица званично је дочекана 22. мунихиона (новембра) 1299. године. Развод брака Ане и Милутина наишао је на неодобравање у врху византијске цркве. Патријарх Јован XII се није мирио са чињеницом да се византијска принцеза Симонида удала за више пута жењеног српског краља. По његовом мишљењу, брак Милутина и Ане Тертер био је законит и није било основа за његово раскидање. Андроник се у Цариград вратио тек 1300. године, када се и састао са патријархом.
Такође, Андроник је правдао брак пред црквеним правом. Како је Милутин отерао своју прву супругу не раскидајући брак са њом, остали бракови су сматрани неважећим, те се Милутин и није женио неколико пута, већ само једном, пре Симониде. Тертерова кћи не може се сматрати законитом ћерком јер је Милутинова прва жена, чије име у историографији није познато, је још увек била у животу. Андроник је позвао црквене великодостојнике да суде о његовим поступцима. Они су остали под утиском Андрониковог говора, те су оправдали све што је урадио. Говор је по свему судећи оставио утисак и на патријарха, те је он обећао да ће се већ сутрадан вратити у патријаршију.

### Други брак
Брат Ане Тертер, Теодор Светослав, дошао је на бугарски престо 1300. године. Ђорђе Тертер, Анин отац, вратио се у Бугарску и добио од сина управу над једним градом. Ана је такође добила прилику да се врати у домовину. Међутим, у Цариграду се у њу заљубио епирски деспот Димитрије Дука Комнин Кутрул, удовац, син Михаила II Комнина Дуке. Неко време они су живели у незаконитој љубавној вези, док се 1301. године, уз дозволу цара Андроника, нису венчали.
Деспот Димитрије је 1304. године осумњичен за заверу против цара. Између осталог он је оптужен и за брак "са женом непријатељског рода". Сумњало се да је тако отваран пут утицају Теодора Светослава на византијском двору. Ана Неда и Димитрије Кутрул падају у немилост, а Георгије Пахимер пише о реакцији Теодора Светослава. Бугарски цар напада византијске територије и наноси пораз грчкој војсци код Скафиде. Јануара 1305. године Димитрије је изведен пред суд. Осуђен је марта 1305. године, након чега је са супругом Аном и децом затворен у "Великој палати", а њихова имовина заплењена. Убрзо након тога пар је покушао да побегне, али без успеха. Димитрије је након тога затворен у Влахеранској палати. Мировни споразум између Бугарске и Византије закључен је 1308. године. Тада је казна Димитрију и Ани морала бити ублажена. Међутим, о судбини Ане након 1305. године нема више података у историјским изворима.

## Потомство
Питање идентитета мајки Милутинове деце спада у најтежа питања српског средњег века. "Животи краљева и архиепископа српских" помињу само Милутинову последњу супругу, Симониду. Милутин је имао најмање четворо деце: 1) Стефана Дечанског, српског краља (1321-1331), Ану Неду, бугарску царицу (1323-1324), Константина Немањића, претендента на српски престо (1321-1322) и Царицу Зорицу. Из историјских извора поуздано се зна мајка само Зорице. У складу са сведочењем Анонима, аутора "Описа источне Европе" из 1310. године, Зорицу је родила Милутинова супруга Јелисавета. Александар Узелац је недавно открио да је Јелисавета била мајка и друге Милутинове ћерке, за коју се до тада сумњало да потиче из брака са Аном Тертер. Из брака са Симонидом Милутин није имао деце. За Стефана, захваљујући подацима Нићифора Григоре које је оставио поводом женидбе најстаријег Милутиновог сина са Маријом Палеолог, знамо да је рођен средином 1270-тих година, односно да никако није могао бити рођен у браку са Аном Тертер, будући да је био чак и старији од ње. Година рођења Константина није позната. На Грачаници је Константин приказан као младић од двадесетак година, што значи да је могао бити рођен у последњим година 13. века. Како је Милутин тада био у вези са мађарском принцезом Јелисаветом, али и Аном Тертер, поуздан одговор није могуће дати. Стога се ниједан Милутинов потомак са сигурношћу не може сматрати Аниним сином.
У Пљевљанском требнику постоји податак о наводној деци Милутина и Ане Тертер: "кличе се многолетствије благочастивој Ани и чедом јејо". Да ли се овај податак односи на Константина и да ли је Милутин са Аном имао још деце, чији идентитети данас нису познати, не може се знати. Ана је такође имала децу и са Димитријем, али њихови идентитети нису познати.

## Породично стабло
|  |                     |  |  |  |  |  |  |  |  |  |  |  |  |  |  |  |
|  | Ђорђе I Тертер      |  |  |  |  |  |  |  |  |  |  |  |  |  |  |  |
|  |                     |  |  |  |  |  |  |  |  |  |  |  |  |  |  |  |
|  |                     |  |  |  |  |  |  |  |  |  |  |  |  |  |  |  |
|  | Ана Тертер          |  |  |  |  |  |  |  |  |  |  |  |  |  |  |  |
|  |                     |  |  |  |  |  |  |  |  |  |  |  |  |  |  |  |
|  |                     |  |  |  |  |  |  |  |  |  |  |  |  |  |  |  |
|  | Кира Марија Асенина |  |  |  |  |  |  |  |  |  |  |  |  |  |  |  |
|  |                     |  |  |  |  |  |  |  |  |  |  |  |  |  |  |  |
|  |                     |  |  |  |  |  |  |  |  |  |  |  |  |  |  |  |